# Willem van Ruytenburch
Willem van Ruytenburch, Lord de Vlaardingen y Vlaardingen-Ambacht (1600-1657) fue un noble neerlandés. Su padre era un comerciante de especias que tras hacerse rico compró una gran casa en Ámsterdam que llamó Ruytenburch, que también tomó como apellido. En 1661, compró la mansión de Buitenweide que le otorgó el señorío de Vlaardingen y Vlaardingen-Ambacht. Willem le sucedió a las propiedades y títulos de su padre en 1627. Intentó hacerse pasar por un descendiente de la nobleza, persuadiendo a una anciana de perjurarse que él tenía antepasados nobles en Budel. Willem se convirtió en concejal de Ámsterdam y se unió a la Schutterij (guardia de la ciudad) de Frans Banninck Cocq. Willem apareció, como teniente, en la pintura de Rembrandt de 1642 La ronda de noche, por la que ahora es probablemente más famoso. Willem no logró el estatus que deseaba en Ámsterdam y luego se retiró a su finca en Vlaardingen.

## Ascendencia y primeros años
Willem van Ruytenburch provenía de una familia de comerciantes de especias, involucrados en el comercio oriental. Pieter se hizo rico alrededor de 1600, el mismo año en que nació Willem. En 1606, Pieter compró una casa en Warmoesstraat en Ámsterdam que renombró Ruytenburch. Como señal de su estatus, adoptó este como su nuevo apellido. En 1611 Pieter compró la mansión de Buitenweide (actual Oostwijk), en Vlaardingen, a Charles de Ligne, 2.º príncipe de Arenberg por 26 000 florines. La mansión permitió a Pieter y sus descendientes usar el título de Lord de Vlaardingen y Vlaardingen-Ambacht. La mansión también le dio al titular el derecho de nombrar a la mitad del vroedschap (consejo) de Vlaardingen, que fue resentido por algunos ya que los van Ruytenburch eran considerados forasteros. Los van Ruytenburch también tenían derecho a actuar como jueces, un puesto potencialmente lucrativo en el que podían cobrar multas y derechos de viento (derechos y obligaciones señoriales relacionadas con la explotación de molinos de viento) en gran parte del área.

## Como Lord de Vlaardingen y Vlaardingen-Ambacht

La ronda de noche.

Pieter murió en 1627 y Willem heredó sus propiedades y títulos. Poco después, Willem construyó una nueva casa, llamada Het Hof, en una finca. Willem tenía pretensiones de nobleza y en 1632 convenció a una anciana para que jurara ante un tribunal que descendía de la nobleza del Ducado de Brabante, con ascendencia en Budel. Willem se casó con una mujer de una familia notable de Ámsterdam.
A mediados de la década de 1630, Willem fue nombrado Schepen (concejal) de Ámsterdam y teniente de la compañía Schutterij (guardia de la ciudad) del capitán Frans Banninck Cocq. Fue conmemorado en la pintura de Rembrandt de 1642 La ronda de noche, ocupando una posición destacada en primer plano vestido con ropa amarilla cara y ornamentada y portando una lanza ceremonial. Su ropa está hecha de piel de gamuza y habría sido hecha a medida con el último estilo parisino.
Los hombres que aparecen en la pintura, todos parte de la compañía de Cocq, pagaron un total de 1600 florines a Rembrandt (un promedio de 100 florines cada uno) y los pagos aumentaron con su prominencia en la pieza. Willem, debido a su posición y vestimenta, es particularmente prominente. Tanto es así que algunos observadores podrían confundirlo con el comandante de la compañía, aunque la posición de Cocq se afirma con una banda roja y un brazo director. La colección Delphi Classics de la obra de Rembrandt sugiere que Rembrandt retrata la vanidad de Willem a través de su ropa, pero se aseguró de que la sombra proyectada por el brazo de Cocq cayera sobre Willem como signo de la superioridad del capitán.
Willem era activo políticamente y aparecía con frecuencia en la corte de La Haya pero, al carecer de verdaderas conexiones nobles, no logró alcanzar el estatus que deseaba; se mudó de Ámsterdam a La Haya en 1647 y se retiró a Vlaardingen donde murió en 1652. Willem fue enterrado en la bóveda familiar de Grote Kerk en Vlaardingen.

## Legado

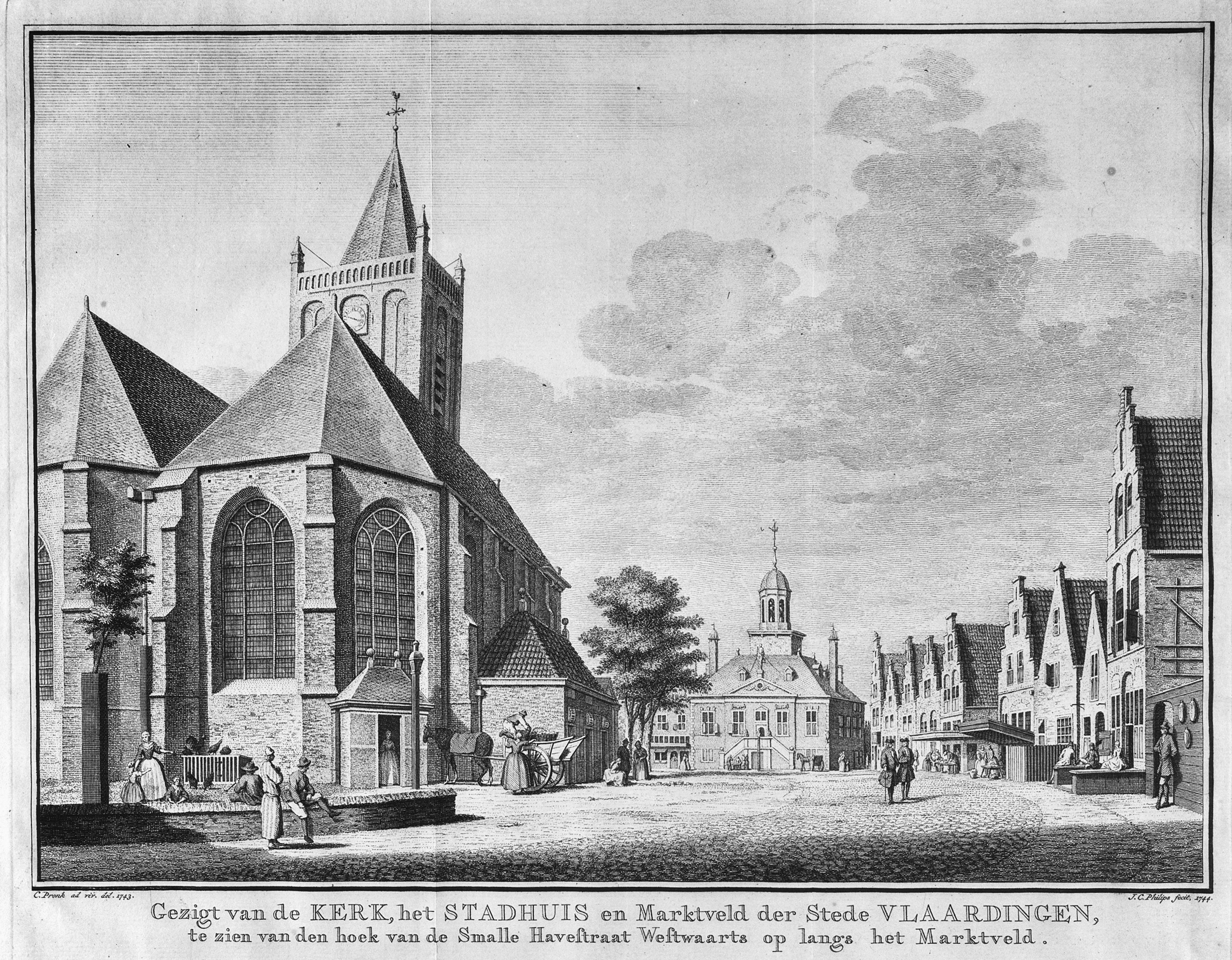
Una representación del de Grote Kerk, Vlaardingen.

Debido a su presencia en La ronda de noche, reconocida como una de las mejores pinturas del Siglo de oro neerlandés, Willem van Ruytenburch alcanzó mayor fama (como «el hombre vestido de amarillo») después de su muerte que en vida. El nombre completo de la pintura menciona a Willem: «La compañía del capitán Frans Banning Cocq y el teniente Willem van Ruytenburch» y desde 1885 se ha colgado en el Rijksmuseum, el museo nacional holandés.
El Museo de Vlaardingen considera a Willem van Ruytenburch quizás el residente antiguo más famoso de la ciudad. Los descendientes de Willem permanecieron como ambachtsheer (nobleza menor) en Vlaardingen hasta 1830, cuando la propiedad de Het Hof fue vendida a la ciudad y demolida. La bóveda funeraria de van Ruytenburch en Grote Kerk se despejó poco después de la venta de la propiedad.